# Cpbc 정오종합뉴스
cpbc 정오종합뉴스는 대한민국의 라디오 채널 cpbc FM에서 매일 낮 12시부터 낮 12시 30분까지 방송되는 cpbc 가톨릭평화방송의 낮 종합뉴스 프로그램이다.

## 역사
1990년 4월 15일 cpbc FM 개국과 함께 첫방송을 시작했으며, 원래는 매일 방송이었으나, 2016년 11월 28일부터 매일 방송으로 축소되었다.

## 앵커
- cpbc 아나운서

## 역대 방송시간
| 방송 채널 | 방송 기간                          | 방송 시간                |
| --------- | ---------------------------------- | ------------------------ |
| cpbc FM   | 1990년 4월 15일 ~ 2005년 4월 17일  | 매일 낮 12:00 ~ 낮 12:45 |
| cpbc FM   | 2005년 4월 18일 ~ 2009년 4월 12일  | 매일 낮 12:00 ~ 낮 12:40 |
| cpbc FM   | 2009년 4월 13일 ~ 2016년 11월 27일 | 매일 낮 12:00 ~ 낮 12:35 |
| cpbc FM   | 2016년 11월 28일 ~ 현재            | 매일 낮 12:00 ~ 낮 12:30 |

## 지역 방송국 프로그램
※ 대전cpbc를 제외한 아래의 지역국은 낮 12시 7분부터 자체 뉴스를 방송한다.
| 방송국                  | 프로그램 타이틀       | 진행자          |
| ----------------------- | --------------------- | --------------- |
| cpbc 광주가톨릭평화방송 | 광주cpbc 정오종합뉴스 | 정효정 아나운서 |
| cpbc 대구가톨릭평화방송 | 대구cpbc 정오종합뉴스 | 송성한 아나운서 |
| cpbc 부산가톨릭평화방송 | 부산cpbc 정오종합뉴스 | 김다정 아나운서 |

## 동시 시간대 종합뉴스 프로그램
- KBS 제1라디오 정오종합뉴스 (KBS 제1라디오)
- MBC 정오종합뉴스 (MBC 표준FM)
- BBS 정오종합뉴스 (BBS FM)
- 경인방송 정오종합뉴스 (경인방송)
- TBS 정오뉴스 (TBS FM)
- TBN 정오뉴스 (TBN 한국교통방송)
- KFN 라디오 뉴스 (KFN 라디오)

| cpbc FM 평일 프로그램  |                        |                           |
| 이전                   | cpbc 정오종합뉴스      | 다음                      |
| 장일범의 유쾌한 클래식 | cpbc 정오종합뉴스      | 신부님 신부님 우리 신부님 |
| 오전 10시 ~ 낮 12시    | 낮 12시 ~ 낮 12시 15분 | 낮 12시 15분 ~ 오후 2시   |
| 일부 지역 자체 방송    | 일부 지역 자체 뉴스    |                           |